# سان بندیتو
سان بندیتو (انگلیسی: San Benedetto) شرکت صنایع غذایی ایتالیایی است، که در سال ۱۹۵۶ تأسیس شد.